# Савинці (Гайсинський район)
Сави́нці — село в Україні, у Тростянецькій селищній громаді Гайсинського району Вінницької області. До 2020 року —  центр Савинецької сільської ради Тростянецького району, з 2020 року у складі Тростянецької територіальної громади. Населення становить 778 осіб.

## Географія
Село знаходиться у верхів'ї річки Бережанка, на якій зберігся дерев'яний млин на відстані 25 км від центру громади Тростянця та 15 км від залізничної станції Демківка.

## Історія
За переказами, колись на місці сучасного села Савинці був ліс і чагарники, де на південно – східній його частині, у Верхній балці, з двома синами поселився Сава Осадчук: втікач, що не стерпів панського гніту, вбив поляка-прикажчика і сам із синами втік у ліс. Від імені діда Сави і походить назва села Савинці. В історичних джерелах  перші згадки про село датуються  XVI століттям.
Існують перекази, що в урочищі «Діди», в Гайдамацькому яру, що є на місці сучасних полів між селами Ілляшівка і Китайгород, в лісі були сховища гайдамаків-повстанців, які вели боротьбу з польською шляхтою в другій половині XVII століття на Поділлі. Жителі села допомагали гайдамакам.
Село на той час було у володінні графа Потоцького, який пізніше продав землі панам Сабанським та Бжозовським. Палац родини Бжозовських у селі не зберігся.
На початку XIX століття село входило в склад Брацлавського уїзду. Через село проходив тракт Варшава — Одеса, обабіч  якого (за наказом цариці Катерини II з обох боків було висаджено липи, частина яких збереглася до цього часу і є природньою історичною пам'яткою. У лютому 1821 року та листопаді 1822 року через село проїжджав і зупинявся на короткочасний відпочинок Олександр Пушкін, який їхав у місто Тульчин до керівника Південного товариства  декабристів Павла Пестеля. Є в селі криниця, з якої пив воду сам Олександр Пушкін.
Споконвіку селяни займалися  землеробством та скотарством, окремі жителі займалися ремісництвом: ковальською справою, чоботарством, кравецтвом. Звідси і пішли прізвища Коваль, Гончар, Кушнір, Шевчук, Швець, Кравчук, Мельник, які є розповсюдженими на території села і нині.
До Жовтневої перевороту в Савинцях розміщувалось волосне управління, яке представляло владу в семи навколишніх селах: Капустянах, Іляшівці, Красногірці, Китайгороді, Козинцях, Соколівці.
Єдиним навчальним закладом в дореволюційному селі була церковно–приходська школа.
У 1929 році в селі організовано колгосп імені Петровського, у 1934 році створено другий колгосп імені Чкалова. 20 грудня 1957 року за рішенням обкому партії колгосп імені Петровського перейменований у колгосп «Шляхом Леніна», що обробляв 3400 га землі, в тому числі 2700 га ріллі, видавалась газета.
У січні 1958 року господарства двох колгоспів було об’єднано в одну укріплену артіль-колгосп «Шляхом Леніна». Пізніше, під час впровадження земельної реформи у 1992 році господарство отримало нову назву КСП «Савинецьке».
У 2000 році господарство отримало статус приватного підприємства і на його основі утворилися нові невеликі підприємства: ПСГП «Савинецьке», ТОВ «Агролан», СТОВ «Довжок», ТОВ «Китайгородське-К», ППАФ «Вікторія» та дрібні фермерські господарства «Каштан» і «Козар».
У радянські часи населення села становило 1325 осіб.
12 червня 2020 року, відповідно розпорядження Кабінету Міністрів України № 707-р «Про визначення адміністративних центрів та затвердження територій територіальних громад Вінницької області», село увійшло до складу Тростянецької селищної громади.
19 липня 2020 року, в результаті адміністративно-територіальної реформи і ліквідації Тростянецького району, село увійшло до складу Гайсинського району.

## Населення

### Мова
Розподіл населення за рідною мовою за даними перепису 2001 року:
| Мова            | Кількість | Відсоток |
| --------------- | --------- | -------- |
| українська      | 1014      | 99.22%   |
| російська       | 6         | 0.58%    |
| білоруська      | 1         | 0.10%    |
| інші/не вказали | 1         | 0.10%    |
| Усього          | 1022      | 100%     |

## Соціально-економічна сфера
У селі діє загальноосвітня школа І—ІІІ ступенів, дитячий дошкільний навчальний заклад, спортивний комплекс, будинок культури, бібліотека.
Працює приватне сільськогосподарське підприємство «Савинецьке».

## Відомі особи
Уродженцями села є
- Грубий Тимофій Омелянович (1912—2005) —радянський військовик, повний кавалер ордена Слави.
- Мазур Трифон Григорович (1919—1998) — радянський військовик, Герой Радянського Союзу (1945).
- Свенціцький Олександр Миколайович — підполковник Армії УНР.

## Пам'ятки

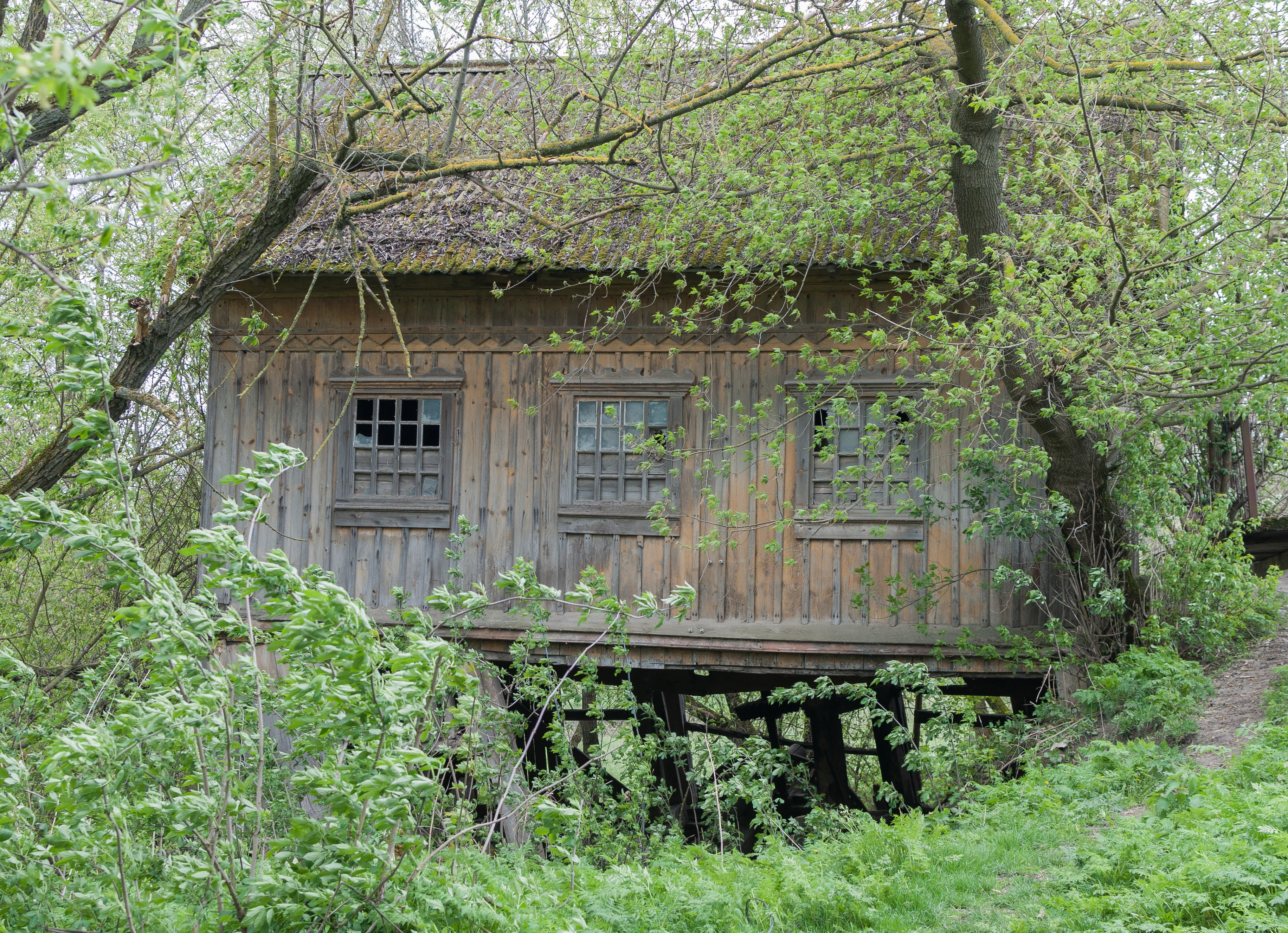
Дерев'яний водяний млин

У селі розташований дерев'яний водяний млин на річці Бережанка. Точна дата заснування невідома.

## Галерея

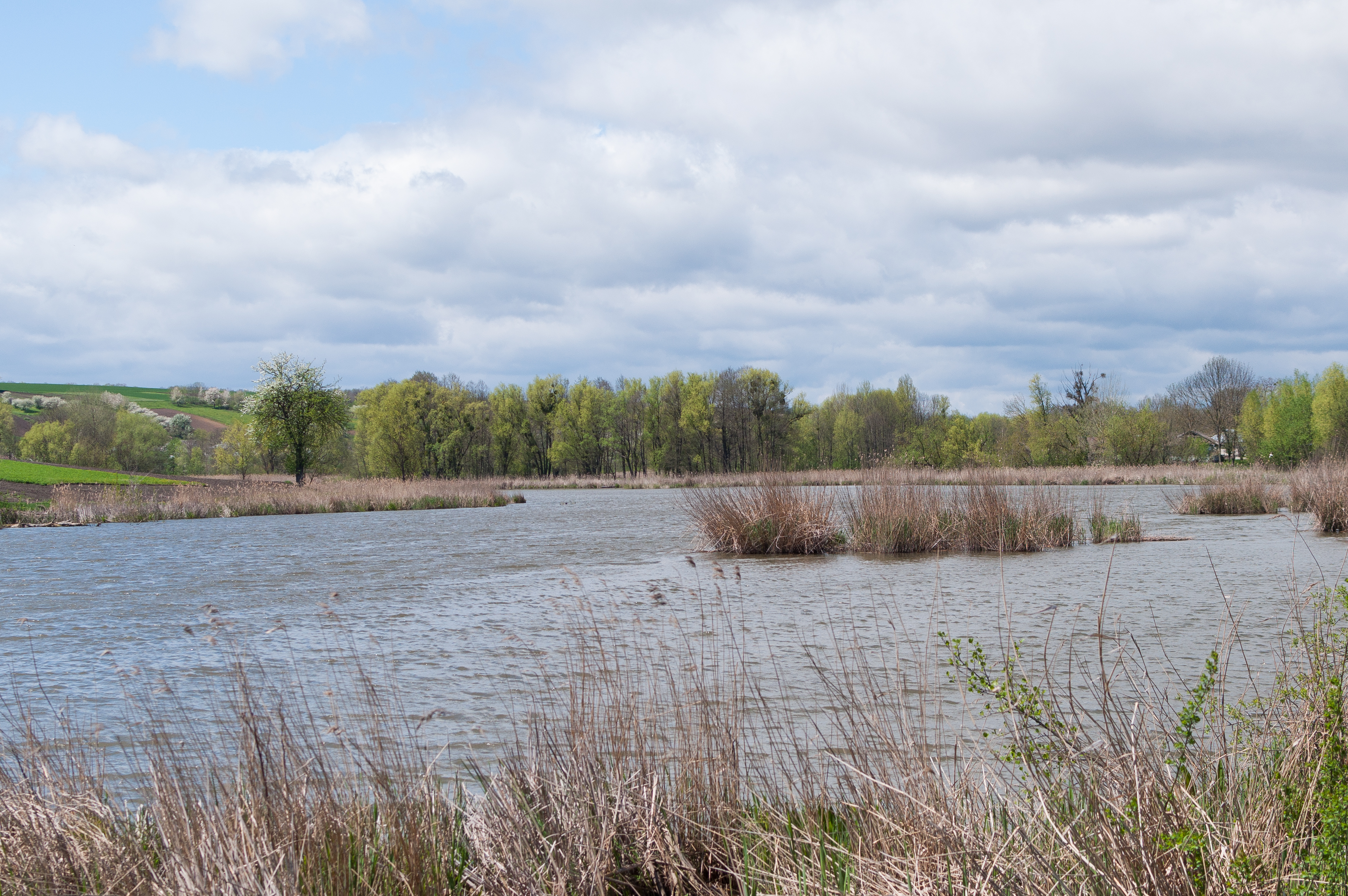
Ставок на річці Бережанка
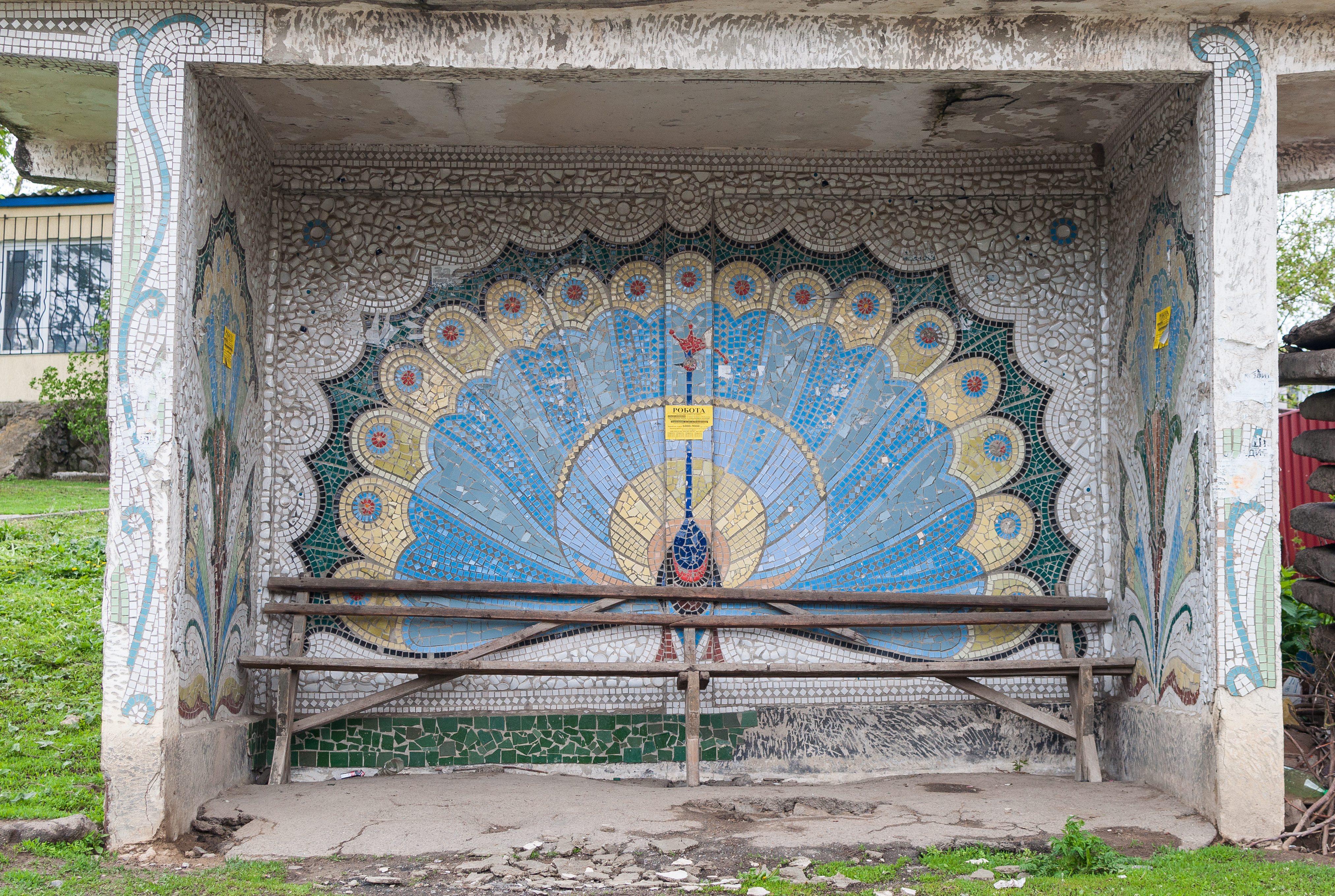
Автобусна зупинка
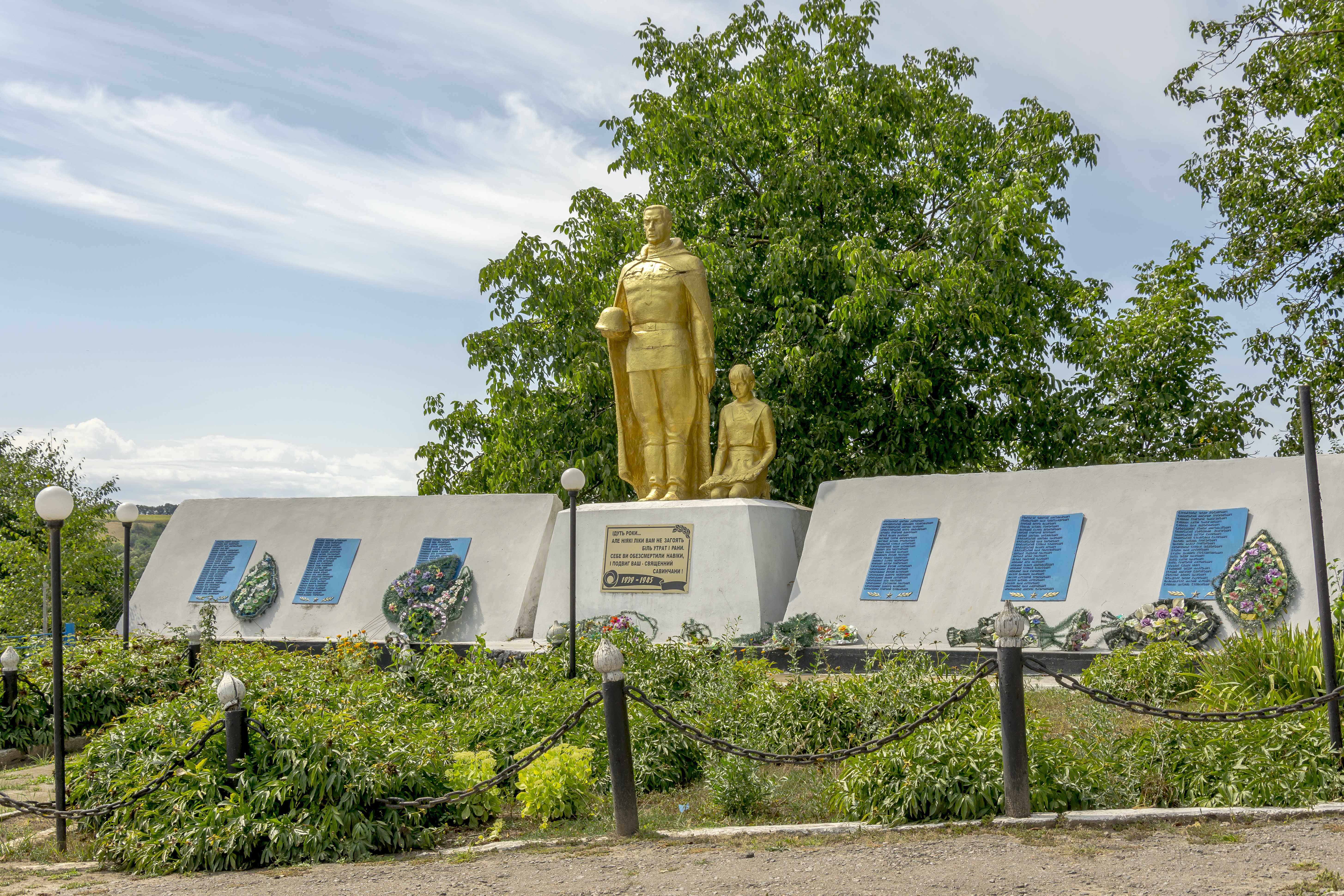
Пам'ятник воїнам-односельчанам